# ماهان سينغ ميربوري
كان راجا ماهان سينغ ميربوري (1810 - 1844) جنرالاً مشهوراً في جيش خالسا السيخي وكان القائد الثاني للجنرال هاري سينغ نالوا.  منحه مهراجا رانجيت سينغ لقب الراجا بسبب فتوحاته في هري بور ونوشهره وبيشاور. تشتق بلدة مانسيرا اسمها منه.

## وقت مبكر من الحياة
ولد ماهان سينغ في ميربور في منطقة كشمير في الهند لعائلة موهيال براهمين الهندوسية من عشيرة بالي ( بارارا غوترا). كان ابن داتا رام بالي، الذي كان مستشارًا للسلطان رجا مقرب خان وجخار سوبيدار المسلم من مدن بنجابي جوجرات وجيلوم وروالبندي. ماهان سينغ ميربوري ، وود لعائلة من الهندوس براهمين وقد تولى عمريت وأصبح خالسا السيخ. 

## مهنة عسكرية وحياة لاحقة
أثناء وجوده في لاهور بحثًا عن وظيفة حدث أنه شارك في رحلة صيد لرانجيت سينغ، حيث لفت انتباه المهراجا بمفرده بقتل نمر بسيفه. أُعجب المهراجا بشجاعته فدفعه إلى الجيش تحت قيادة الجنرال الشهير هاري سينغ نالوا.
لعب ماهان سينغ ميربوري دورًا رئيسيًا في معارك بيشاور وكشمير وفي حصار ملتان عام 1818 حيث أصيب بجروح خطيرة مرتين. فذهب ليصبح الرجل الثاني في القيادة بعد هاري سينغ نالوا في أبريل 1837 كان المدافع الرئيسي عن قلعة جمرود وصمد أمام غزو الأفغان.
في معركة جمرود قُتل هاري سينغ نالوا لكن ماهان سينغ أبقى على سرية الخبر حتى وصلت التعزيزات من لاهور.
تبنت ماي ديسان أرملة هاري سينغ نالوا ماهان سينغ ابنًا لها وأقرت زواجه من عائلة موهيال براهمينز من عشيرة موهان (كاشيابا غوترا) من غوجرانوالا وذلك وفقًا للتقاليد الهندوسية الفيدية.
كان لدى ماهان سينغ أربعة أبناء، هم شهاتار سينغ، وحمّات سينغ، وشام سينغ، ووادوا سينغ.

## الوفاة
قُتل ماهان سينغ على يد جنوده في عام 1844، عندما اندلع تمرد في جيش السيخ خالسا .
انتقم شاتار سينغ (ابنه) لموته على يد الجنود المتمردين والذي قُتل هو نفسه بعد فترة وجيزة. 